# Jobo Nuevo
Jobo Nuevo är en ort i Mexiko.   Den ligger i kommunen Platón Sánchez och delstaten Veracruz, i den sydöstra delen av landet, 220 km norr om huvudstaden Mexico City. Jobo Nuevo ligger 64 meter över havet och antalet invånare är 119.
Terrängen runt Jobo Nuevo är huvudsakligen platt, men söderut är den kuperad. Runt Jobo Nuevo är det ganska tätbefolkat, med 108 invånare per kvadratkilometer. Närmaste större samhälle är Huejutla de Reyes, 18,1 km söder om Jobo Nuevo. Trakten runt Jobo Nuevo består till största delen av jordbruksmark.